# Placa de expansão
Placa de expansão ou placa controladora é uma parte do hardware de computadores que comanda outras partes da máquina. Pode ser utilizada para ampliar a quantidade de periféricos conectados ao computador. Normalmente é conectada a placa-mãe através de slots apropriados de acordo com o barramento relativo à placa. Esse slots podem ser PCI, PCI-EXPRESS 1X, PCI-EXPRESS 4X e PCI-EXPRESS 8X. A versão PCI-EXPRESS 16X é usada somente para placas de vídeo.
São dispositivos que se utilizam para estender as funcionalidades e o desempenho do computador.
Por isso pode-se dizer que tais placas permitem melhorar as capacidades do computador, quando a arquitetura do computador o permite.
Existe uma grande diversidade de placas de expansão, como, por exemplo, placas de rede (ethernet), de vídeo, de som e de modem.